# Bryan (Ohio)
Bryan ist eine City im Williams County, Ohio, Vereinigte Staaten. Sie ist County Seat des Williams Countys. Das U.S. Census Bureau ermittelte bei der Volkszählung 2020 eine Einwohnerzahl von 8729.

## Geschichte
Bryan wurde im Jahr 1840 gegründet und nach dem State Auditor John A. Bryan benannt. 1854 war es ein kleines Dorf mit 40–50 Häusern. Der Ort wurde bald durch seine artesischen Brunnen bekannt. Fast jedes Haus in Bryan besaß einen solchen Brunnen. Sie waren leicht und billig herzustellen und brachten dem Ort den Namen Fountain City ein. Das selbst im Hochsommer 10–13 Grad kalte Wasser enthielt ungewöhnlich hohe Konzentrationen von Magnesium und Eisen und wurde als sehr gesund eingestuft.
Der Ort entwickelte sich zu einem lokalen Handels- und Industriezentrum und bekam 1941 den Status einer Stadt zuerkannt. 1946 lebten hier 5.386 Menschen.

## Infrastruktur
Die Stadt liegt an der State Route 15, etwa 10 Kilometer südlich des Ohio-Turnpike-Highways. Der Personen-Schienenverkehr wird durch eine Linie der Amtrak besorgt. In Bryan befindet sich auch der Williams County Airport. Im Ort gibt es 14 öffentliche Parks, 27 Kirchen, mehrere Grundschulen und eine High School. Das Wasser wird immer noch mit Hilfe artesischer Brunnen gefördert. Sieben Brunnen mit einer Kapazität von durchschnittlich 1,9 Millionen Gallonen pro Tag versorgen die Stadt mit Trinkwasser.

## Sehenswürdigkeiten
In der Innenstadt von Bryan stehen zwei Bezirke unter Denkmalschutz, die im National Register of Historic Places eingetragen sind: der Bryan Downtown Historic District und der Fountain City Historic District.

## Persönlichkeiten
- Richard Cramer (1889–1960), Schauspieler
- Terence Thomas Henricks (* 1952), Astronaut
- Chris Carpenter (* 1985), Baseballspieler